# M252 81mm 迫撃砲

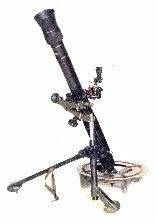
全体図

M252 81mm 迫撃砲（M252 Mortar）は、アメリカ軍が使用している迫撃砲である。

## 概要
イギリスのL16 81mm 迫撃砲を原型に開発された物で、原型よりも重くなっている。
アルミ合金の鋳物で作られた砲身を持ち、非常に軽量で、第二次世界大戦当時の80mmクラスの迫撃砲が60kg強だったのに対して41.27kgしかない。M253砲身（16kg）、M177支持架（12kg）、M3A1底板（13kg）、M64A1照準器（1.1kg）に分解して運ぶことができる。
砲身には冷却用のフィンが付いており、砲口にはBlast Attenuation Device（BAD）が取り付けられて、兵士への砲煙と音の影響を減らしている。

## 操作

### 人員
M252は、5人の操作員で使用する。内訳は分隊長、射手、副射手、第一弾薬運搬手、第二弾薬運搬手である。
1. 分隊長は、自己の管轄下にある迫撃砲のすぐ後ろに立つ 。また、分隊の失敗に対し全責任を持ち、砲の備え付け・展開・射撃を監督する。
2. 射手は、自身がハンドルを操作し、照準を行う迫撃砲の左に立つ。射撃諸元を元に照準し、砲の横角や仰角を変化させる。大きい仰角変化は二脚を動かすことで行い、また、射撃中に水準器を保持する。
3. 副射撃手は、迫撃砲の右に立ち、砲身を覗き装填の準備をする。また、装填に加えて、10回の射撃ごとに（あるいは砲の解体前に）砲身を掃除する。副射手は実際に射撃する人物になる。
4. 第一弾薬運搬手は、迫撃砲の右後ろに立ち、弾薬を信管などの設定を行い副射手に渡す責務がある。
5. 第二弾薬運搬手は、第一運搬手の後ろに立ち、それぞれの射撃任務に対応するデータに加えて弾薬に関する記録を記録・保持する。彼の二面記録は射撃データ表・種類・射撃回数を含み、また、表の精度に物証を与えるため、発射した弾薬の引き抜かれた安全ピンを持ち帰る。加えて、迫撃砲の設置地点に対して安全を提供する。

### 弾薬の種類
M252は、指定された特定の弾薬を用いるが、M29 81mm 迫撃砲からでも発射できる。 
M252は、以下の主要な実弾と訓練弾を発射する。
1. 高性能炸薬：M821, M821A1, M889, M889A1, M362, M372シリーズ。対人・ソフトスキン目標に対し用いる。
2. 煙幕弾：M819, M375シリーズ。掩護、合図、マーキングなどに用いる。
3. 照明弾：M853A1, M301シリーズ。照明が必要な作戦において観測支援に用いる。
4. 訓練弾：M880, M879, M68。制限された地域での訓練に用いる。
5. 赤外線照明：赤外線暗視装置によってのみ認識できる照明を展開する。

### 信管
M224砲弾には、マルチオプション信管（M734）と弾頭信管（M935）の2つの信管タイプがあり、マルチオプション信管では爆発高度を指定することが出来る。

## 戦歴
アメリカ軍は、M29 81mm 迫撃砲の後継として、1982年のフォークランド紛争でイギリス軍が使用したL16 81mm 迫撃砲に注目し、改良を加えた上でM252として制式採用した。1986年から海兵隊に、翌1987年には陸軍へ配備が開始された。海兵隊、陸軍共にM252を歩兵大隊の迫撃砲小隊に配備し、間接射撃による歩兵中隊への火力支援を担当する。
配備年から考えると、早ければパナマ侵攻、遅くとも湾岸戦争で初めて実戦投入されたと推定される。

## 諸元・性能
諸元
- 種別: 迫撃砲
- 口径: 81mm

- 重量: 41.27kg
- 全長: 838mm
- 砲員数: 5名

性能
- 旋回角: 全周
- 有効射程: 83-5,675m
- 最大射程: 5,675m
- 発射速度: 20発/分（最大）, 12発/分（通常）

砲弾・装薬
- 弾薬: 81mm迫撃砲弾・装薬

## 登場作品

### 映画
『世界侵略: ロサンゼルス決戦』
前線基地防衛のために火力支援を行っているシーンがある。

### ゲーム
『ARMA 2』
プレイヤーが直接操作するほか、砲撃モジュールを使用して任意の地点に火力支援を要請可能。